# Mątwy
 Làng Mątwy (tiếng Đức: 'Montwy') nằm ở khoảng 8 km về phía nam của Inowrocław ở phía bắc Ba Lan. Trước đây nó là một ngôi làng độc lập, nó là một phần của thị trấn Inowrocław.

## Công nghiệp
Đây là một địa điểm sản xuất xút ăn da.

## Lịch sử

### Khối thịnh vượng chung Ba Lan-Lithuania
Vào năm 1666, Mątwy là nơi diễn ra trận chiến nơi quân đội của Vua John II Casimir Vasa đã bị đánh bại trong một cuộc nổi loạn do Jerzy Sebastian Lubomirski lãnh đạo được gọi là 'Lubomirski's Rokosz'.

### Phổ
Sau Đại hội Vienna diễn ra vào năm 1815, Inowrocław và các khu vực xung quanh nó đã trở thành một quận của tỉnh Posen của Phổ. Sau thất bại của Đức trong Thế chiến I và Hiệp ước Versailles có hiệu lực vào năm 1920, khu vực này đã được trả lại cho Ba Lan.

### Chiến tranh Thế giới II
Sau cuộc xâm lược của Đức Quốc xã vào năm 1939 và thành lập Reichsgau Wartheland, từ năm 1940 trở đi, nhiều tù nhân chiến tranh đã trú tại Mątwy. Từ tháng 12 năm 1942 đến tháng 8 năm 1943, bao gồm một trại lao động cưỡng bức của người Do Thái làm việc trong các nhà máy sản xuất xút ăn da.
Nhà tù của các trại chiến tranh ở đây bao gồm Heilag (trại hồi hương) (đóng cửa vào tháng 9 năm 1943), Stalag 391 (ID) (1941 đến tháng 12 năm 1942), Oflag 10 (từ tháng 12 năm 1942), Oflag XXI-B (tháng 6 - tháng 9 năm 1943) và Stalag XXI-D (tháng 9 - tháng 12 năm 1943). Oflag 64 và Tiểu đoàn Xây dựng và Lao động 146 dành cho các tù nhân Liên Xô cũng đã trú tại đây. Hơn 900 cái chết đã được ghi nhận trong giai đoạn này.